# Silvio Forever
(Tagline del film)
Silvio Forever è un film documentario del 2011 diretto da Roberto Faenza e Filippo Macelloni.
La pellicola vede in qualità di sceneggiatori i giornalisti Gian Antonio Stella e Sergio Rizzo, già autori del libro inchiesta La casta, e contiene numerosi filmati d'epoca, tra i quali lo spezzone di un'intervista che Berlusconi rilasciò a Enzo Biagi nel 1987, il bacio di Roberto Benigni ai Telegatti '87 e il discorso in cui annunciò la sua "discesa in campo", trasmesso da tutte le televisioni italiane.

## Trama
Il film ripercorre, attraverso testimonianze (a volte, autobiografiche) e immagini di repertorio, tutta la vita di Silvio Berlusconi: la voce narrante che commenta le varie vicende esposte è del comico Neri Marcorè, che imita la cadenza berlusconiana. Nella prima scena vediamo la madre del Cavaliere, Rosa Bossi, difendere a spada tratta il figlio affermando che è "impossibile vederlo fare vita mondana con tante donne di fianco" e che egli non ha un buon rapporto col denaro; a tal proposito l'anziana signora racconta un aneddoto familiare: a una cena con sua sorella e il rampollo già miliardario, Berlusconi non aveva soldi nel portafoglio e perciò fu la zia a dover pagare il conto.
Successivamente si parla delle esperienze scolastiche di Berlusconi, sempre molto positive, e di come egli riuscisse a conciliare studio (arrivò a laurearsi in giurisprudenza a Milano e a frequentare un corso di diritto alla Sorbona di Parigi) e lavoro (fu venditore porta a porta e cantante nelle navi). Nel 1948 avviene la sua prima esperienza "politica": mentre attaccava dei manifesti pro-Democrazia Cristiana in vista delle imminenti elezioni politiche, venne bloccato da cinque militanti del Partito Comunista Italiano.
Un divertito Berlusconi racconta inoltre del suo rapporto con una ballerina francese, divenuta per qualche tempo sua fidanzata: i due vissero insieme nella capitale francese, dove il giovane la difendeva da dei soldati americani che la importunavano, ma quando suo padre Luigi seppe di questa relazione, gli intimò di troncare il rapporto e di tornare a casa. Il ritorno in Italia coincide con l'inizio della sua attività di imprenditore immobiliare, coronata dal successo (Milano 2, Milano 3) e da un sospetto: dove ha trovato i soldi? Se lo chiedono in particolare Indro Montanelli e Marco Travaglio.
Entrato poi nel campo delle tv private con Canale 5, Italia 1 e Rete 4 (a suo dire, per lottare contro l'impostazione della RAI, troppo "bacchettona" e senza programmi di mattina presto e nel pomeriggio), Berlusconi subirà l'azione dei pretori di Torino, Pescara e Roma che nel 1984 oscurano le reti Fininvest per violazione della legge che proibiva alle reti private di trasmettere su scala nazionale: tuttavia, un decreto del governo Craxi (il leader socialista era stato suo testimone di nozze) risolve la situazione. Tenta di espandersi in Europa, ma rinuncia perché alcuni problemi giudiziari lo costringono a rimanere in Italia.
Verrà poi il turno del Milan, acquistato nel 1986 nonostante i dubbi di alcuni suoi amici, e del matrimonio con Veronica Lario, sua seconda moglie, conosciuta a teatro mentre recitava allo spettacolo Il gran cornuto. Poco dopo, con Tangentopoli, finisce una fase della vita politica nazionale e ne comincia un'altra: Berlusconi "scende in campo" inviando a tutti i TG un video in cui annuncia la nascita del suo nuovo partito, Forza Italia: alle elezioni del 1994 ottiene la vittoria, grazie anche ad alcuni personaggi delle sue reti televisive che gli fanno campagna elettorale (nella pellicola si vedono Mike Bongiorno, Ambra Angiolini e Raimondo Vianello).
L'alleanza di governo con la Lega Nord non si rivela però duratura e il Cavaliere si dimette il 22 dicembre: Bossi lo accuserà di essere un bugiardo e La Padania un mafioso, Berlusconi risponde annunciando che non farà mai più un governo col Senatùr e i leghisti. Cominciano anche i guai giudiziari e Ilda Boccassini pronuncia una dura requisitoria contro di lui ma egli abbandona il processo perché ha un appuntamento col premier greco e, mentre lascia il tribunale, Piero Ricca gli grida "Fatti processare buffone, rispetta la Costituzione": l'imprenditore lombardo reagisce preannunciando una querela nei confronti dell'attivista. Nel 1997 Berlusconi va a parlare con alcuni profughi albanesi sbarcati nel Belpaese e dopo, di fronte alle telecamere, si commuove e quasi piange riflettendo sulla loro situazione.
È l'alba di una nuova fase di successi politici per il fondatore di Forza Italia, che nel 2001 ricuce lo strappo con Bossi e dopo firmato il contratto con gli italiani ridiventa Presidente del Consiglio. Tuttavia l'opposizione si ricompatta e si presenta alle consultazioni del 2006 da favorita; Berlusconi allora adotta una strategia aggressiva e definisce "stronzate" le idee di Romano Prodi, "coglioni" gli italiani che votano per il Professore e "poveri comunisti" alcune persone che erano andate a contestarlo. Dichiara inoltre che, se dovesse perdere le elezioni (cosa che comunque gli sembra impossibile), andrebbe via dall'Italia: tuttavia il Professore vince, Berlusconi non mantiene la parola e fonda il Popolo delle Libertà.
Alla testa del PdL si presenta nuovamente come candidato premier: la campagna elettorale è segnata da mirabolanti promesse come la cancellazione di numerose tasse, l'attivazione di nuovi posti di lavoro, l'abolizione del canone RAI per gli ultra-settantenni e, addirittura, la sconfitta del cancro. Con lo slogan "l'amore vince sempre sull'invidia e sull'odio" Berlusconi rivince e torna a Palazzo Chigi ma un nuovo scandalo, stavolta sessuale, sembra travolgerlo: alcuni giornalisti ipotizzano che egli possa aver avuto un flirt con la diciassettenne Noemi Letizia e sua moglie annuncia di voler divorziare, dichiarando di "non poter stare con un uomo che frequenta le minorenni". La Lario definirà "ciarpame senza pudore" la collaborazione tra il Cavaliere e alcune giovani e belle donne: una di esse, la showgirl Mara Carfagna, viene da lui nominata Ministro per le Pari Opportunità.
Nicole Minetti, Ruby Rubacuori (minorenne all'epoca dei fatti) e Sabina Began sono alcune delle protagoniste dell'inchiesta bunga-bunga, nella quale Berlusconi verrà accusato di sfruttamento della prostituzione. I comici, in Italia e all'estero, si scatenano sulla vicenda ma il Cavaliere è lapidario: dopo essersi difeso dal punto di vista penale, dichiarerà serafico "meglio essere un amante delle belle donne che gay". Il film si conclude ricordando che, secondo le stime della rivista Forbes, il patrimonio di Berlusconi è passato dal 1993 al 2011 da 1.5 a 7.8 miliardi di dollari.

## Distribuzione
Silvio Forever è distribuito da Lucky Red nelle sale cinematografiche italiane dal 25 marzo 2011. L'8 settembre 2011 LA7 trasmette in prima serata e in prima tv Silvio Forever con un ascolto di 2.457.000 ascoltatori e il 10.87% di share.

## Pubblicità
Il 5 marzo la Rai sospende la messa in onda sulle sue reti del trailer del film per evitare eventuali problemi legali derivati dall'uso delle immagini in cui compare la defunta madre di Silvio Berlusconi.
(Direzione Affari Legali di Rai)